# Donoessus
Donoessus là một chi nhện trong họ Salticidae.